# Бобов Дол
Бобов Дол (буг. Бобов дол) град је у Републици Бугарској, у западном делу земље, седиште истоимене општине Бобов Дол у оквиру Ћустендилске области.

## Географија
Положај: Бобов Дол се налази у западном делу Бугарске. Од престонице Софије град је удаљен 65 km јужно, а од обласног средишта, Ђустендила град је удаљен 40 km источно.
Рељеф: Област Бобовог Дола се налази у области Горње Струме, на око 700 m надморске висине. Околина града је изразито планинска (Коњавска планина) и под шумама.
Клима: Због знатне надморске висине клима у Бобовом Долу је оштрији облик континенталне климе са планинским утицајима.
Воде: Близу Бобовог Дола протиче река Струма, а постоји и више мањих потока у околини.

## Историја
Област Бобовог Дола је првобитно било насељено Трачанима, а после њих овом облашћу владају стари Рим и Византија. Јужни Словени ово подручје насељавају у 7. веку. Од 9. века до 1373. г. област је била у саставу средњовековне Бугарске.
Крајем 14. века област Бобовог Дола је пала под власт Османлија, који владају облашћу 5 векова.
Године 1878. град је постао део савремене бугарске државе. Насеље постоје убрзо средиште окупљања за села у околини, са више јавних установа и трговиштем.

## Становништво
По проценама из 2010. г. Бобов Дол је имао око 6.400 ст. Огромна већина градског становништва су етнички Бугари. Остатак су махом Роми. Последњих деценија град губи становништво због удаљености од главних токова развоја у земљи.
Претежан вероисповест месног становништва је православна.